# Pellestrina
Pellestrina è un'isola della Laguna Veneta e rappresenta il più meridionale e il più stretto dei litorali che dividono la laguna dal mare Adriatico. Il suo territorio è compreso nella Municipalità di Lido-Pellestrina.

## Geografia
Analogamente al Lido, l'isola si allunga da sud a nord per 11 km, ma si presenta molto più stretta infatti è larga da un minimo di solo 23 m a un massimo di 1,2 km. Tra i due litorali si trova il porto di Malamocco, mentre è divisa da Chioggia (a cui è legata storicamente e culturalmente) dal Porto di Chioggia. Il versante orientale, quello che dà sull'Adriatico, è rinforzato dalla diga dei murazzi.
Oltre i murazzi, fino ad un recente passato l'erosione aveva lasciato solo una semplice scogliera, finché, attraverso un sistema di pennelli trasversali posti ad intervalli regolari, è stato ripristinato l'ambiente originale, con un'ampia spiaggia sabbiosa che ha praticamente raddoppiato la superficie dell'isola.
All'estremo sud si trova Ca' Roman, dove la Provincia di Venezia, nel 2012, ha istituito una Riserva Regionale di Interesse Locale, gestita in collaborazione con il Comune di Venezia e Lipu.

### Geografia antropica
Vi sorgono diverse località abitate, per un totale di 4.101 residenti.
I principali centri sono Pellestrina paese (2 791 ab.), all'estremità meridionale, e San Pietro in Volta (1 206 ab.), verso la parte opposta. Altre località sono Santa Maria del Mare (all'estremità settentrionale), Portosecco (tra San Pietro in Volta e Pellestrina) e Ca' Roman, dove vi è una riserva naturale del Lipu.

## Storia
L'origine del toponimo è ancora incerta. L'Olivieri lo mette in relazione con Filisto (in greco Φίλιστος), generale e storico di Siracusa che, esiliato ad Adria, avrebbe fatto scavare dei canali che mettevano in comunicazione l'Adige e la Laguna Veneta, che allora si estendeva anche in questa zona (le fossae Philistinae). Prima di lui, il Filiasi ricordava che anticamente le fosse erano dette anche Pistrine, Pelestrine e Pilistine da cui, in ultima, il nome attuale. Un'altra versione, più popolareggiante, lo fa derivare da pelle strina (strinata, bruciata), come era quella degli abitanti, pescatori costretti a lavorare tutto il giorno in barca.
L'isola di Pellestrina fu abitata stabilmente, come tutti gli altri centri della laguna, in seguito alle invasioni barbariche che costrinsero le popolazioni dell'entroterra a rifugiarsi in luoghi più sicuri. Forse in origine abitata da umili pescatori ma all'inizio del VI secolo vi si stabilirono definitivamente i Padovani fuggiti da Monselice. Il centro principale fu anticamente Albiola, citata per la prima volta in un documento dell'840, che sorgeva presso l'attuale San Pietro in Volta. Allora il litorale era diviso in due dal suo porto, che corrispondeva alla foce del Medoacus Minor, antico ramo del Brenta: a nord si aveva il lido di Albiola e a sud quello di Pellestrina.
Per una serie di eventi in gran parte incerti, Albiola decadde e il porto naturale su cui sorgeva si interrò (da cui l'attuale toponimo Portosecco), unendo così le due isole.
Gli abitati successivi, sorti più internamente all'isola, furono completamente distrutti durante la Guerra di Chioggia, ma il 1º luglio del 1380 il doge Andrea Contarini ne avviò la ricostruzione. 
Ad oggi i cognomi più diffusi dell'isola, Busetto, Vianello, Zennaro e Scarpa, sono anche i quattro sestieri in cui, da Sud a Nord, si divide Pellestrina paese.

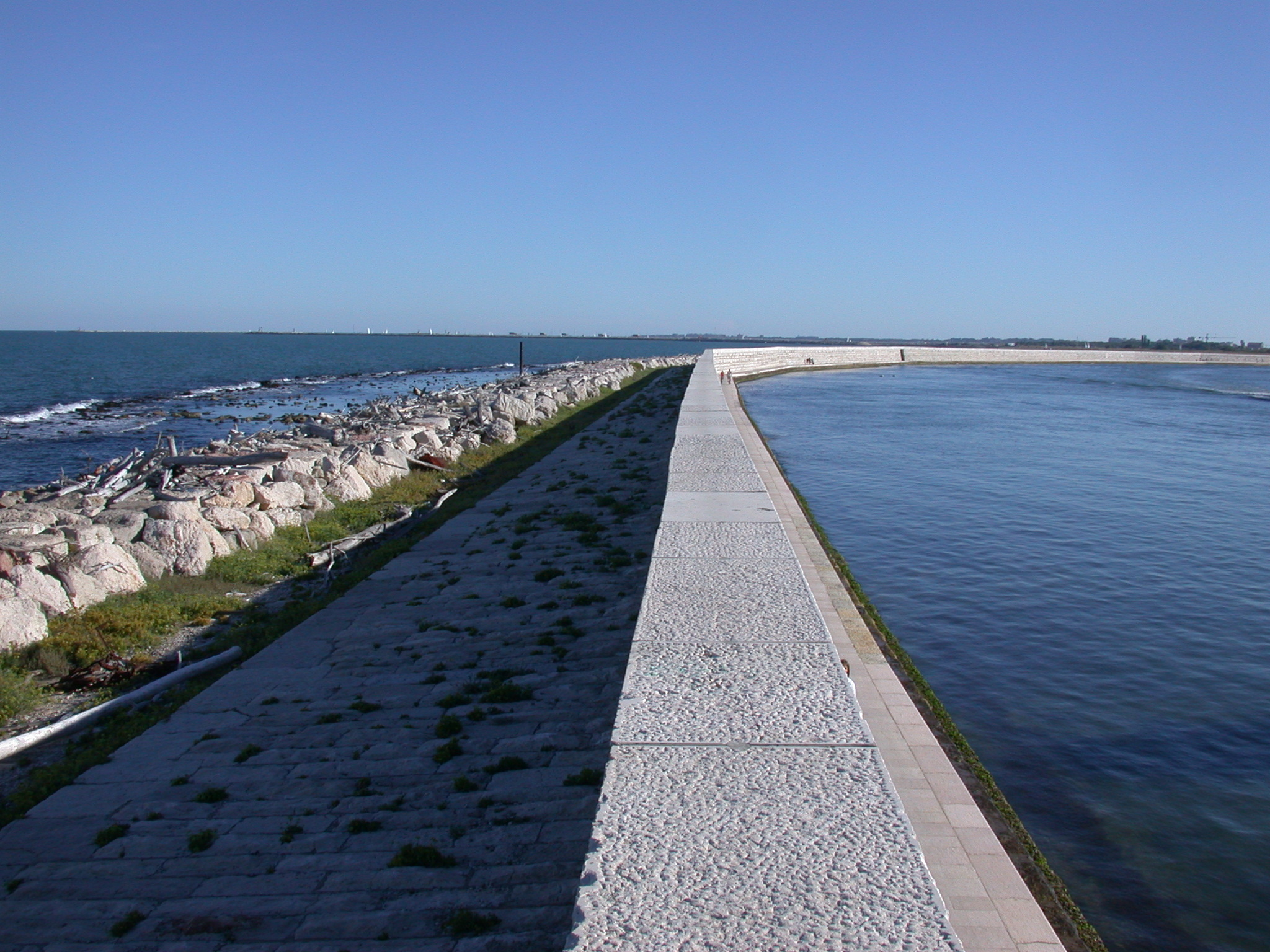
Murazzi di Pellestrina

Nel XVIII secolo furono completati i Murazzi, un'imponente diga in pietra d'Istria costruita dalla Repubblica di Venezia per difendere gli argini della laguna dall'erosione del mare. Andarono a sostituire le precedenti palade, delle palafitte riempite di sassi, la cui durata era assai breve.
Il 4 novembre 1966 si verificò la più elevata acqua alta mai registrata a Venezia e i murazzi di Pellestrina, un ciclopico muro di blocchi di pietra largo 12 metri e alto 5 metri sul livello del mare, non resistettero all'attacco delle onde e furono squarciati in più punti. Gli abitanti dell'isola fuggirono in barca verso il Lido. Il 12 novembre 2019, per via di forti piogge e maltempo, si è rivissuto un caso analogo al novembre 1966, con acqua alta e conseguente isolamento dalla terraferma. 
L'isola coincide con il territorio del Comune di Pellestrina, soppresso nel 1920 e integrato a Venezia.
Nel 1944, al largo delle sue coste, fu affondato da aerei alleati il piroscafo Giudecca. La popolazione partecipò al soccorso dei sopravvissuti e al recupero delle salme.

## Trasporti
Via di comunicazione principale è la Strada Comunale dei Murazzi, che percorre l'isola per tutta la sua lunghezza: è questa il percorso dell'unico autobus (Actv linea 11: Pellestrina-Lido). All'estremità settentrionale, in località Santa Maria del Mare, parte e arriva il traghetto (passeggeri, auto e autobus) che collega l'isola al Lido, mentre l'estremità meridionale è collegata tramite vaporetto (per soli passeggeri e biciclette) a Chioggia con fermata a Ca' Roman.
Dal 6 luglio 2014, la società Terminal Fusina Venezia ha istituito, in via sperimentale, una tratta domenicale tra punta Fusina - storico ingresso a Venezia dalla terraferma - e San Pietro in Volta, collegando così la Riviera del Brenta all'isola lagunare.

## Feste e manifestazioni
- Festa di Sant'Antonio, 13 giugno
- Festa di San Pietro in Volta, dal 27 al 30 giugno
- Festa della Madonna dell'Apparizione, 4 agosto
- Festa di Portosecco, dal 13 al 16 agosto

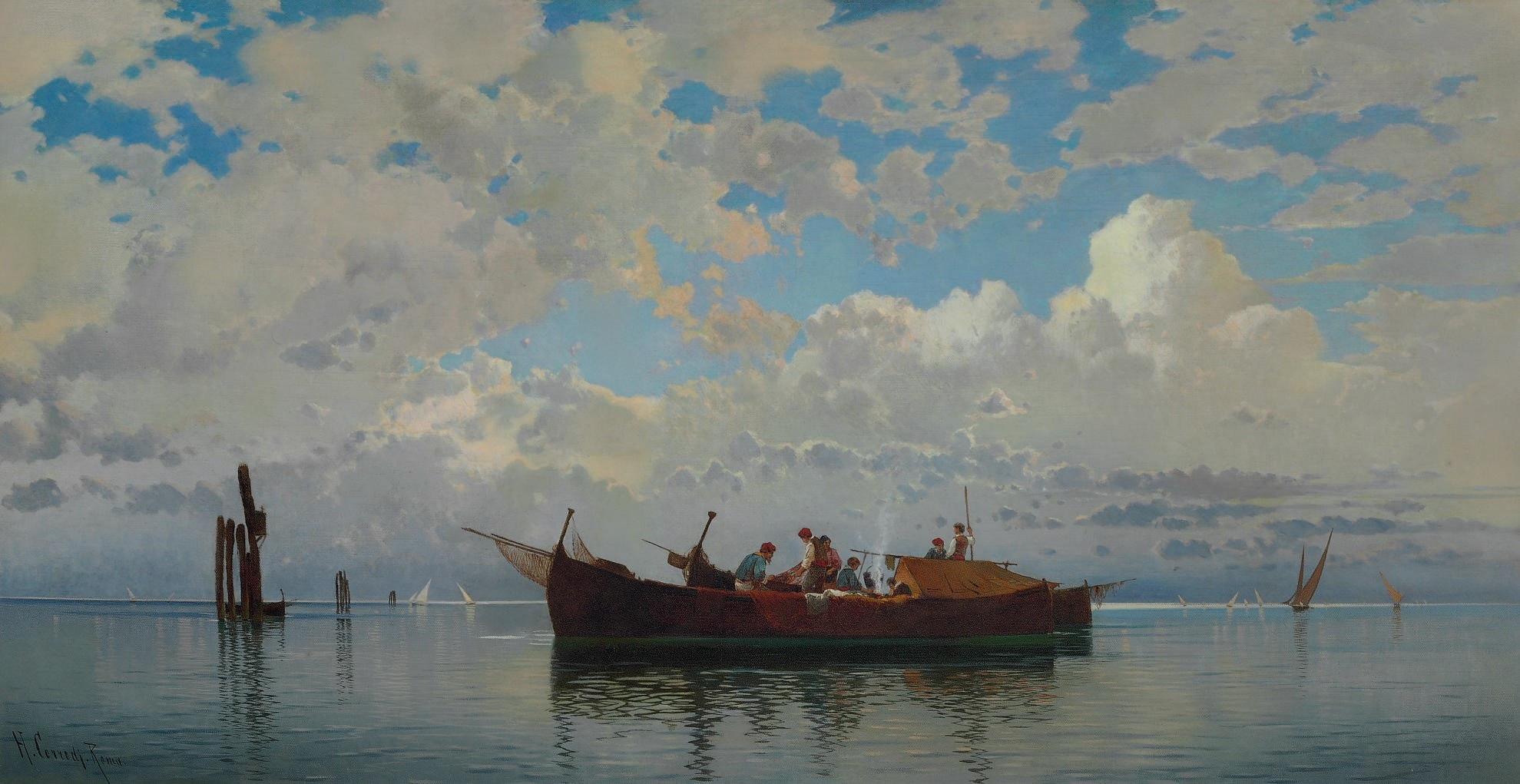
Barche da pesca. Hermann Corrodi

## Economia
Le attività tipiche dell'isola sono la pesca, agricoltura, cantieristica navale e turismo.

### Artigianato
Per quanto riguarda l'artigianato, Pellestrina è rinomata soprattutto per la produzione di merletti a tombolo "balon".

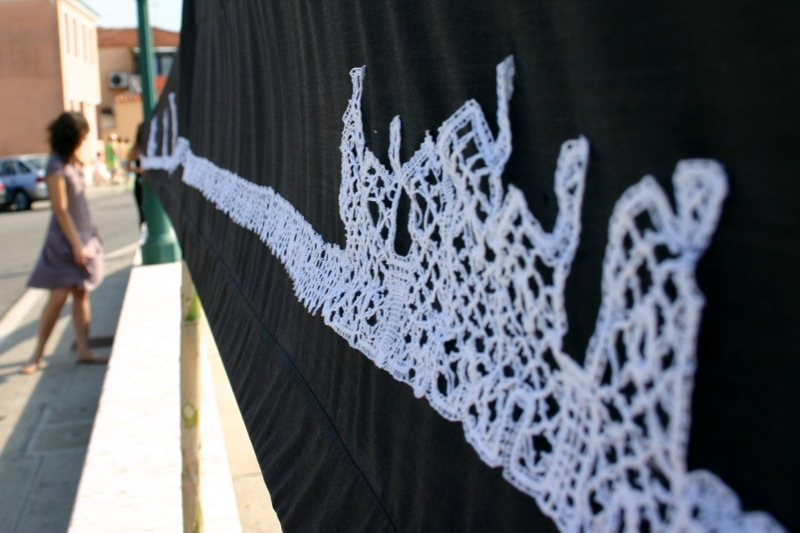
Il merletto di Pellestrina

## Sport
Nell'isola vengono praticati diversi sport. Le società calcistiche sono l'U.S.D. Pellestrina e l'A.S.D. Nuovo San Pietro.
Molto praticata è la Voga veneta che viene svolta dalla Remiera Pellestrina. Nel 1956 Venezia vinse il palio delle repubbliche marinare con un equipaggio composto da 8 vogatori di Pellestrina.
La pallavolo viene praticata dalla Pallavolo Pellestrina
Vengono inoltre svolte attività di immersione nella zona delle tegnue affioramenti rocciosi naturali formatisi nell'alto Adriatico chiamate in tale modo per la capacità di trattenere e rompere le reti da pesca.

## Ambiente
Le specie di uccelli più comuni nell'isola di Pellestrina sono il gabbiano reale mediterraneo, il gabbiano comune, la cornacchia grigia, la gazza, il colombaccio, il merlo, lo storno, la passera d'Italia e la ballerina bianca.

### Uccelli di mare e limicoli

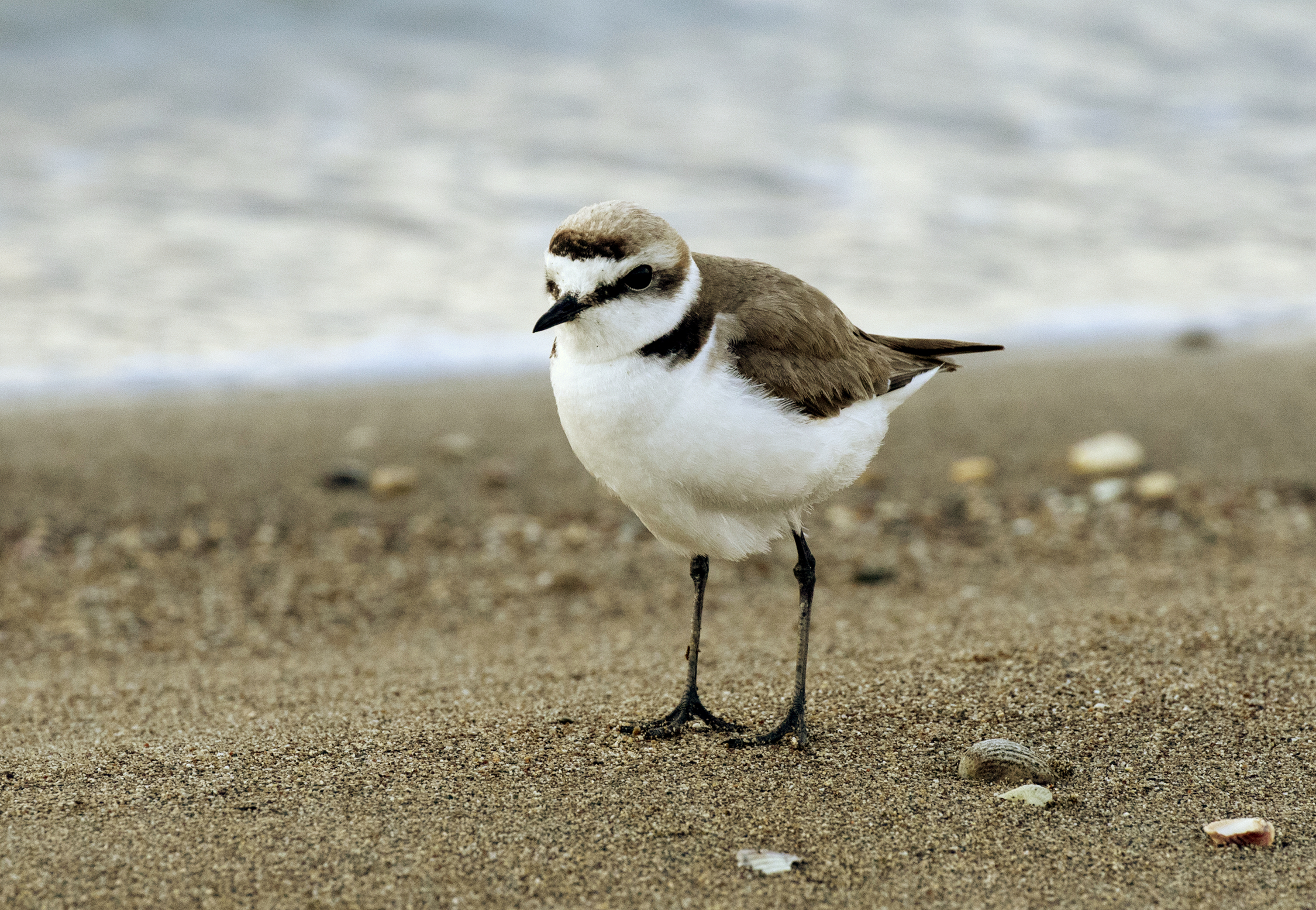
Il fratino (Charadrius alexandrinus), mimetizzato dal colore della sabbia, corre sempre lungo la linea di marea.

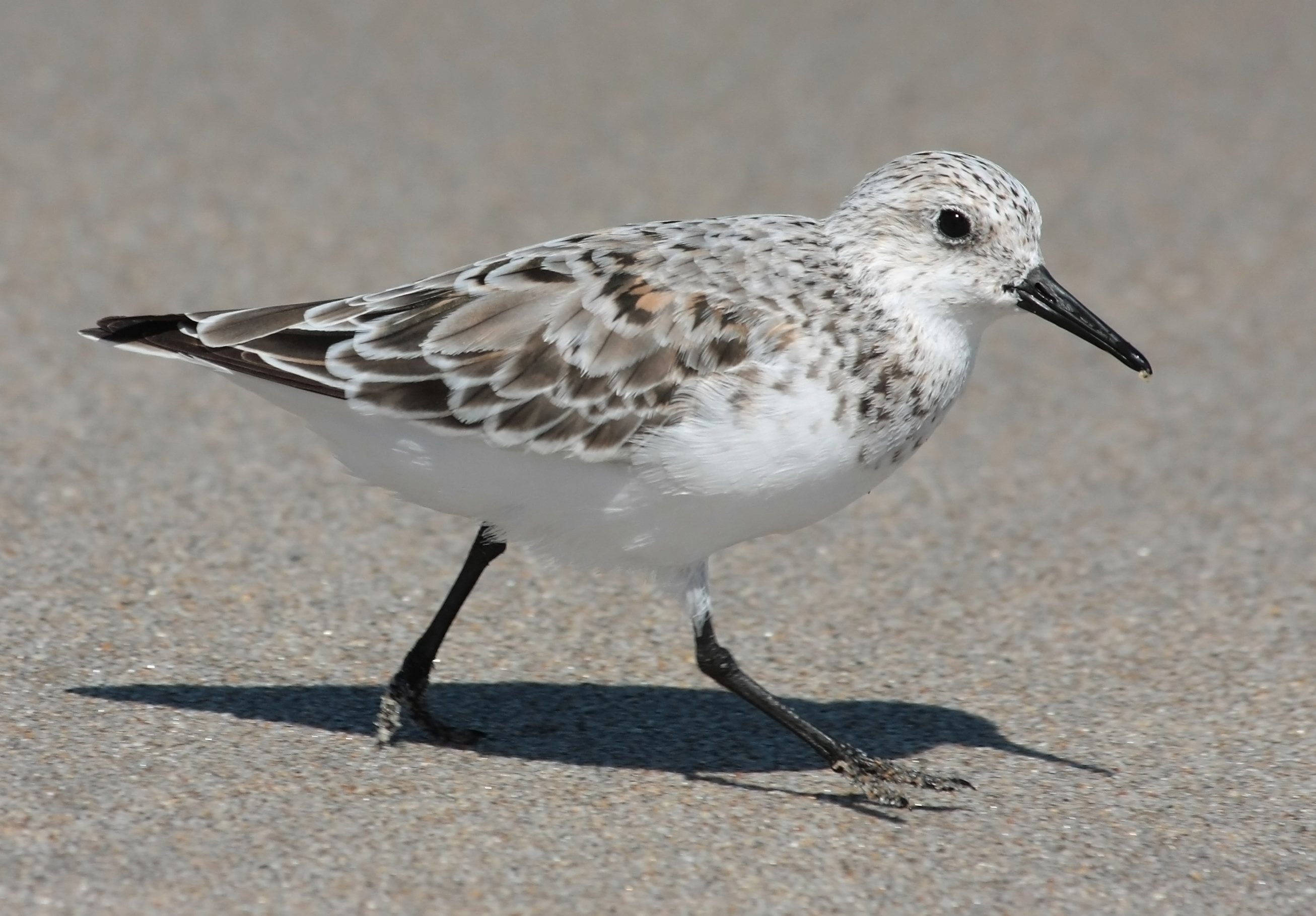
Il piovanello tridattilo (Calidris alba) arriva in laguna in inverno e talvolta vi rimane per l'inizio della primavera.

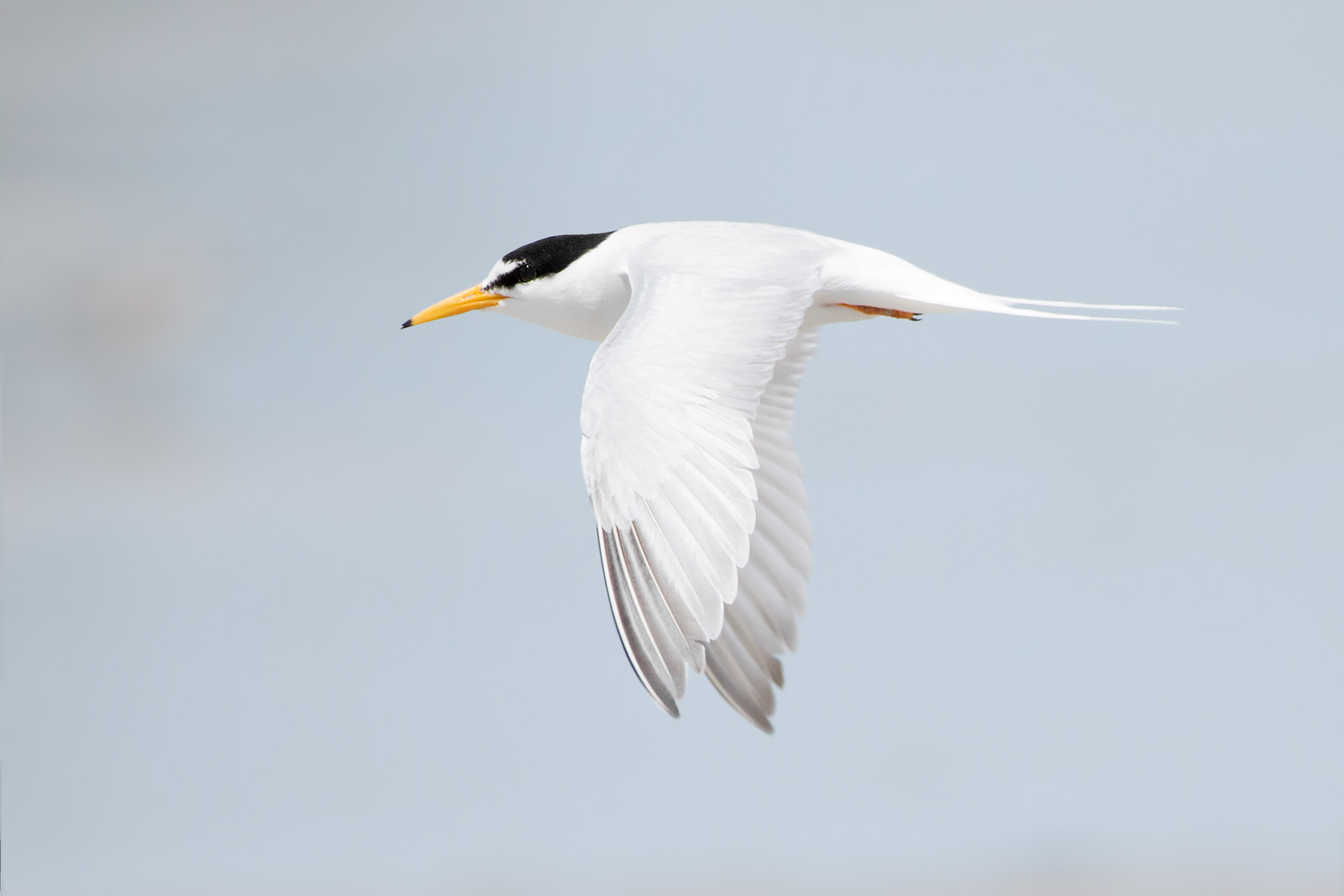
Il fraticello (Sternula albifrons) è la più piccola delle sterne; è comune a Pellestrina anche come nidificante.

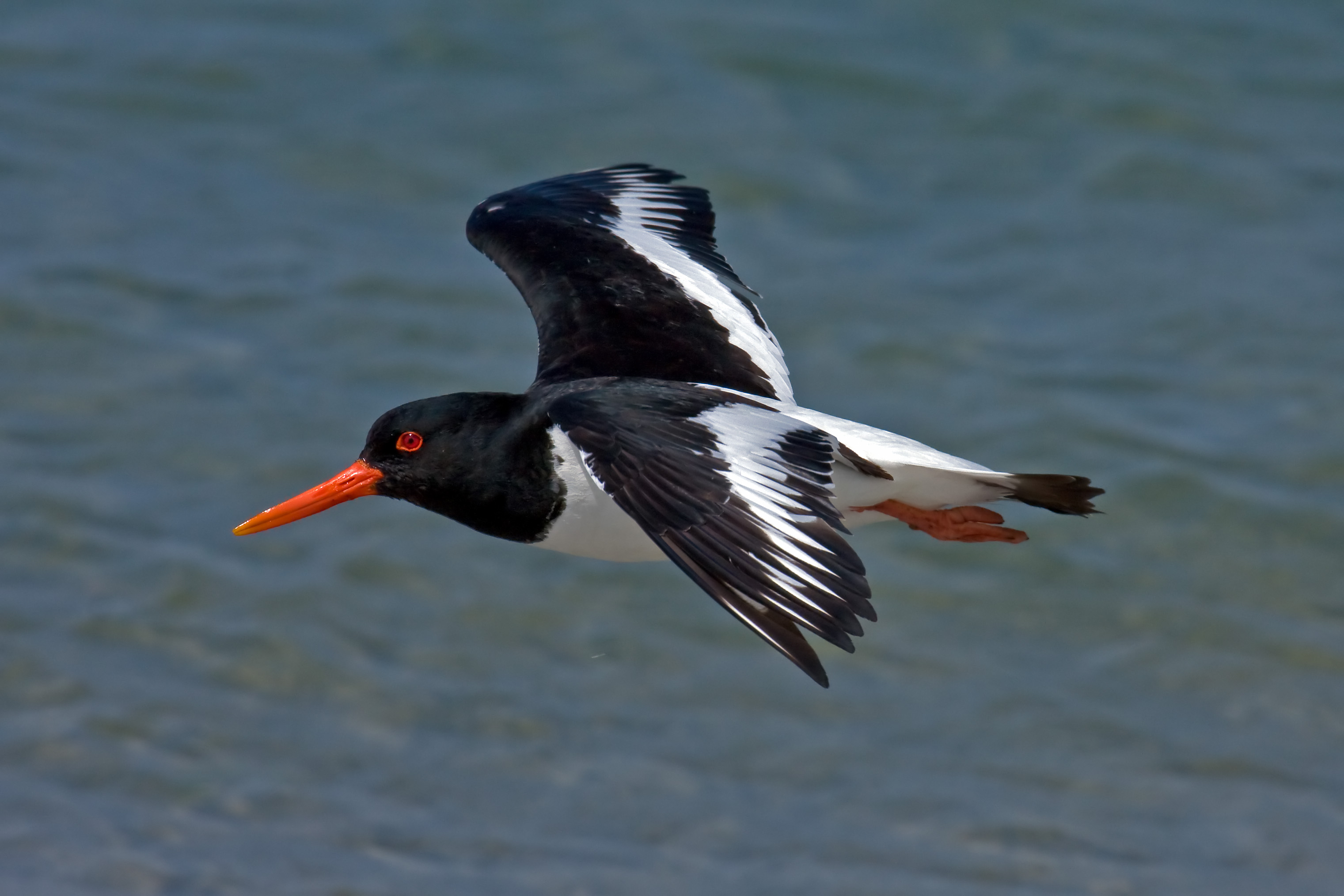
La beccaccia di mare (Haematopus ostralegus) è in aumento nella laguna di Venezia; è comune lungo le spiagge.

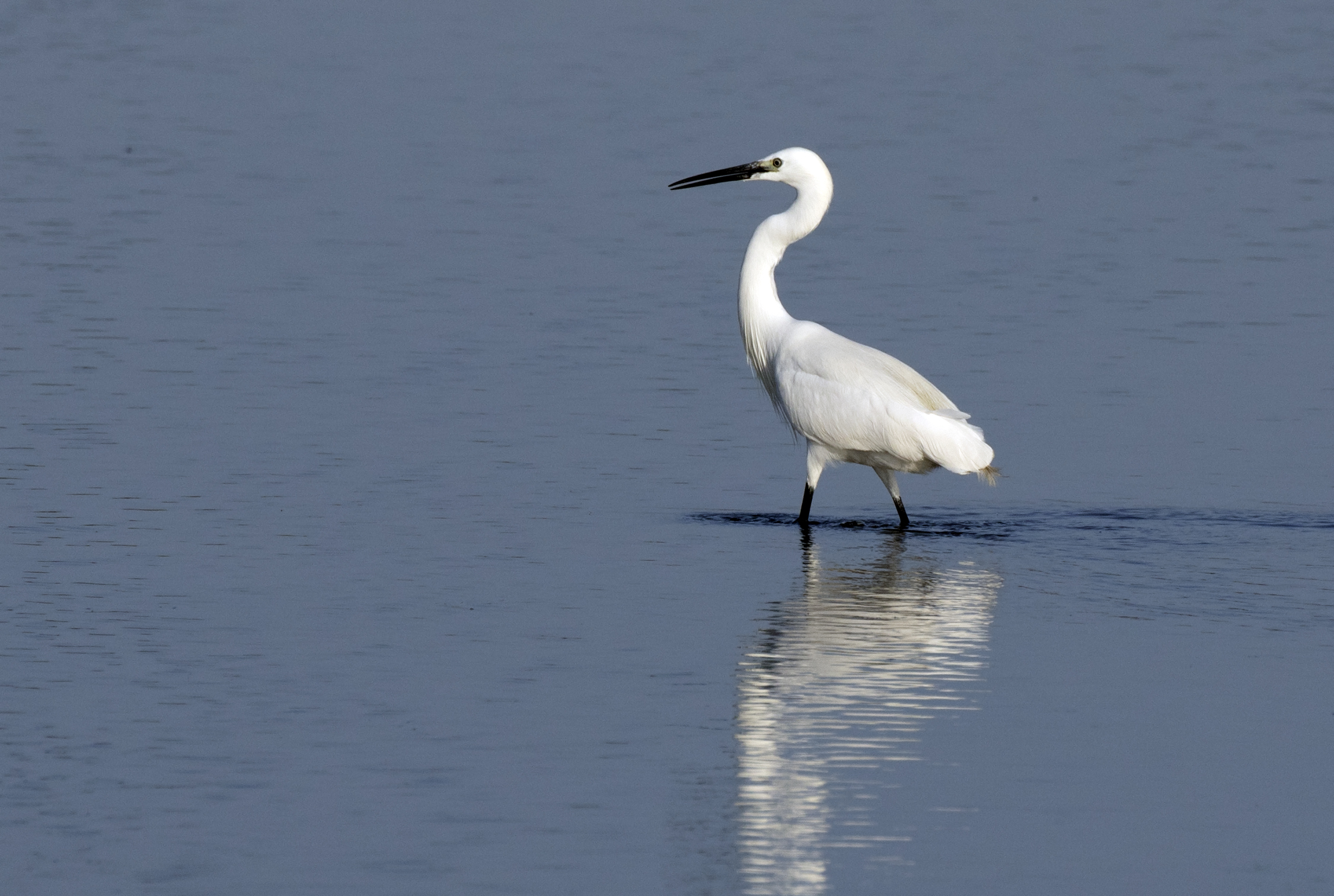
La garzetta (Egretta garzetta) è tra gli uccelli stanziali più comuni nella laguna veneta.

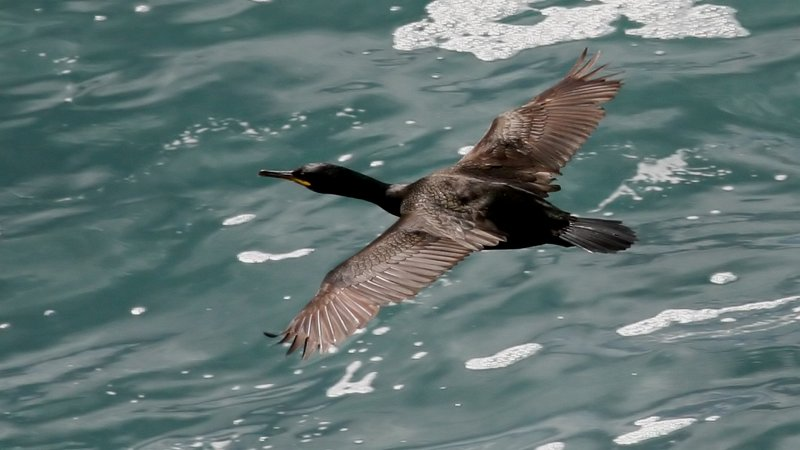
Il marangone dal ciuffo (Phalacrocorax aristotelis) è solo costiero e non frequenta i corsi interni.

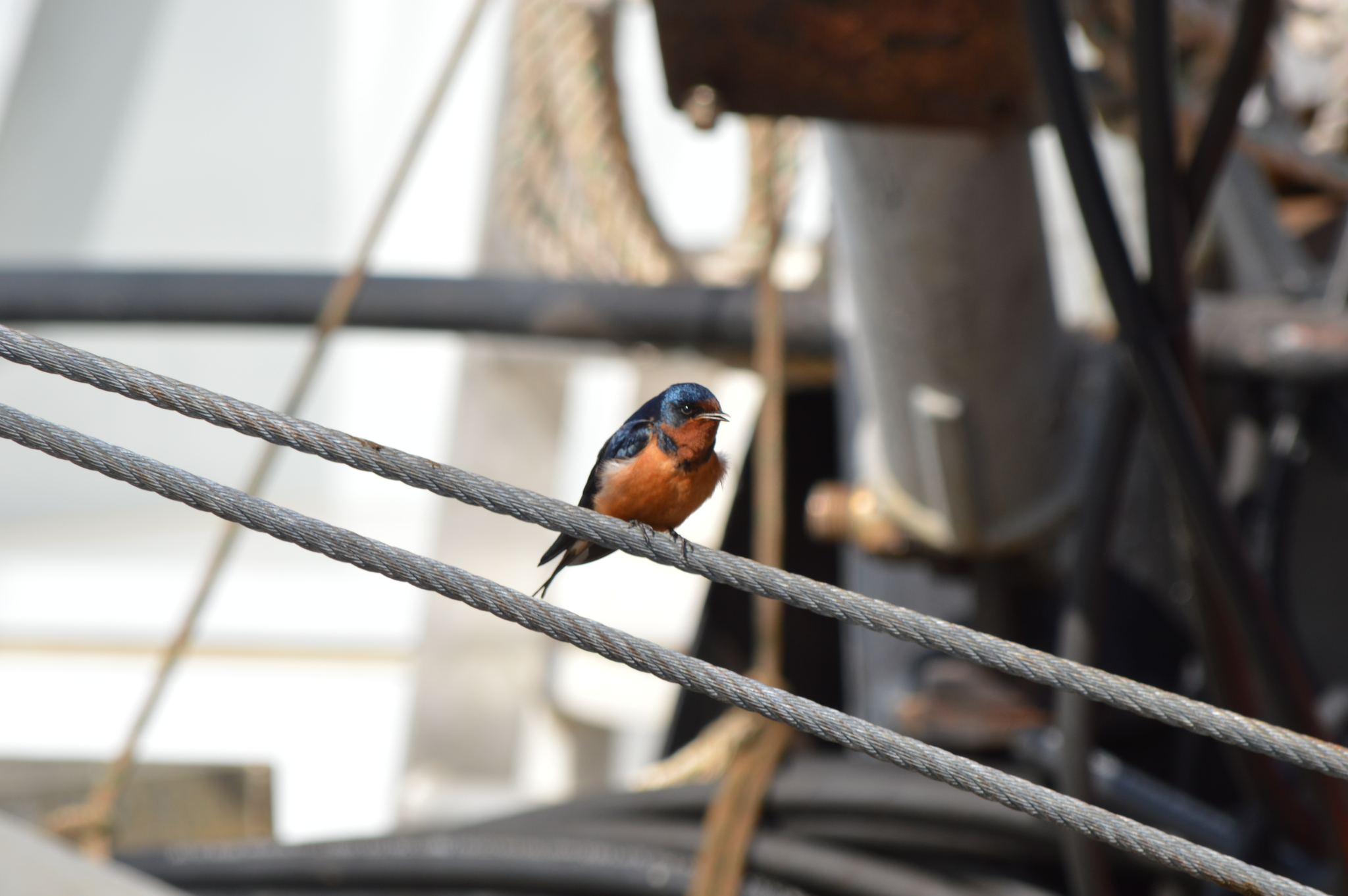
In laguna le rondini (Hirundo rustica) volano a pelo d'acqua e riposano nelle corde delle imbarcazioni.

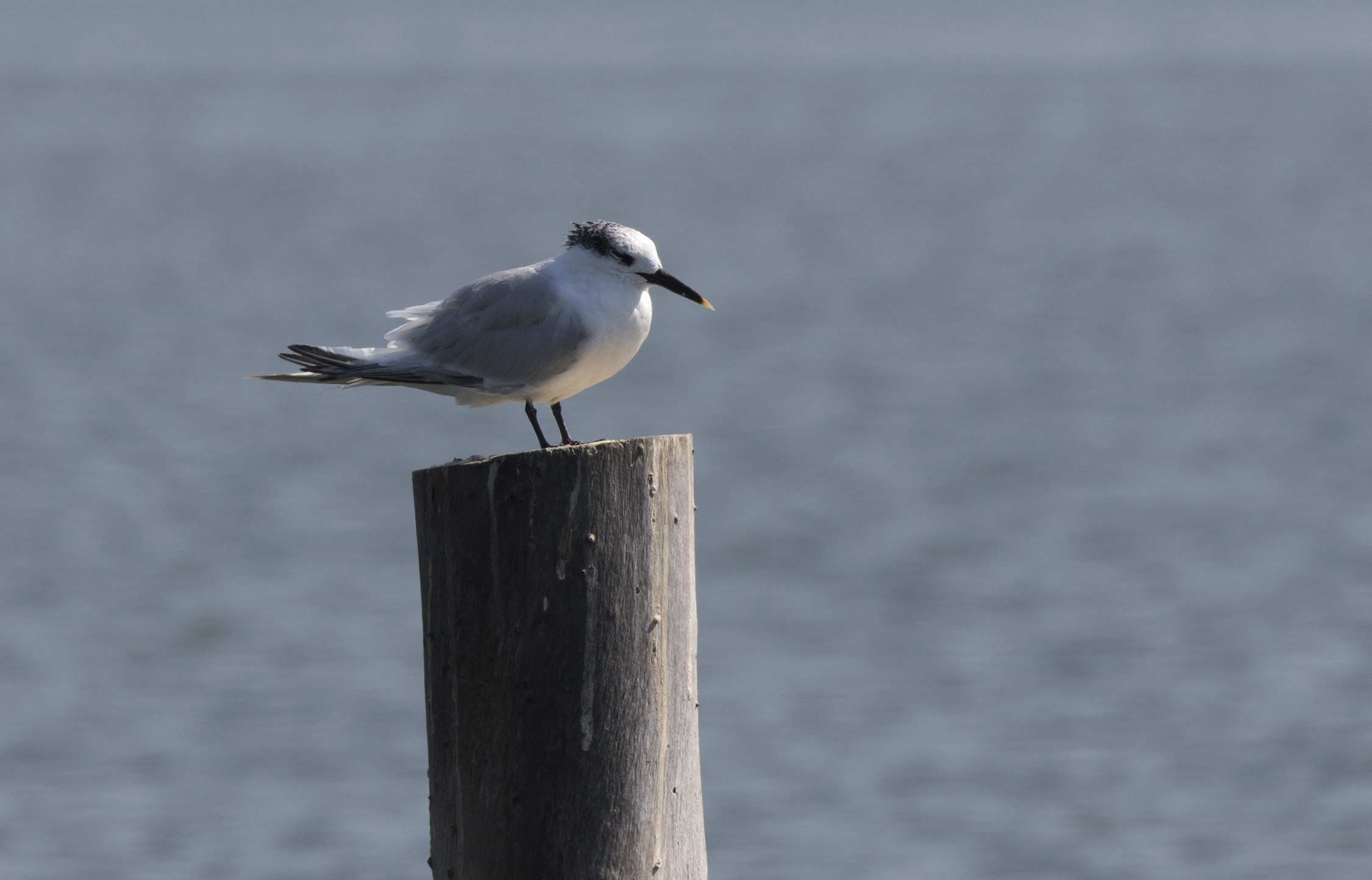
Il beccapesci (Thalasseus sandvicensis) è comune, in laguna e in mare, in primavera e in estate.

A Pellestrina gli uccelli sono rappresentati per la maggior parte da gabbiani e altre specie adattate alla vita acquatica. La specie senza dubbio più diffusa è il gabbiano reale mediterraneo, il grosso gabbiano che tutti conoscono; anche il gabbiano comune, decisamente più piccolo, è molto diffuso. Molto spesso arrivano in spiaggia e in laguna grandi stormi del candido gabbiano corallino, sempre più comune. Specie di gabbiano decisamente più rare e occasionali sono il gabbiano roseo, il gabbiano reale nordico, la gavina, lo zafferano, il gabbiano reale pontico e il gabbianello. Tra le sterne, particolarmente importante è la presenza del fraticello, del beccapesci e della sterna comune; più rare la sterna zampenere e la sterna maggiore. Tra i limicoli, la specie più emblematica è la beccaccia di mare, o ostrichiere, comune sia in laguna sia lungo la spiaggia. In spiaggia e nelle dune nidifica da diversi anni il fratino, specie la cui presenza è molto importante perché in pericolo di estinzione. Oltre al fratino, lungo la battigia corrono anche i piovanelli, tra cui il piovanello tridattilo.

### Ardeidi e altri uccelli acquatici
Tra gli ardeidi, la garzetta e l'airone cenerino sono molto comuni in laguna. Comuni anche gli svassi, come l'elegante svasso maggiore e lo svasso piccolo, molto comune come svernante. Per quanto riguarda i cormorani, sono rappresentati da tre specie: il comune cormorano, la specie più diffusa, dal mare alla laguna, il marangone dal ciuffo, esclusivamente marino, e il più piccolo marangone minore, di recente rilevazione in laguna e nei corsi d'acqua paludosi.

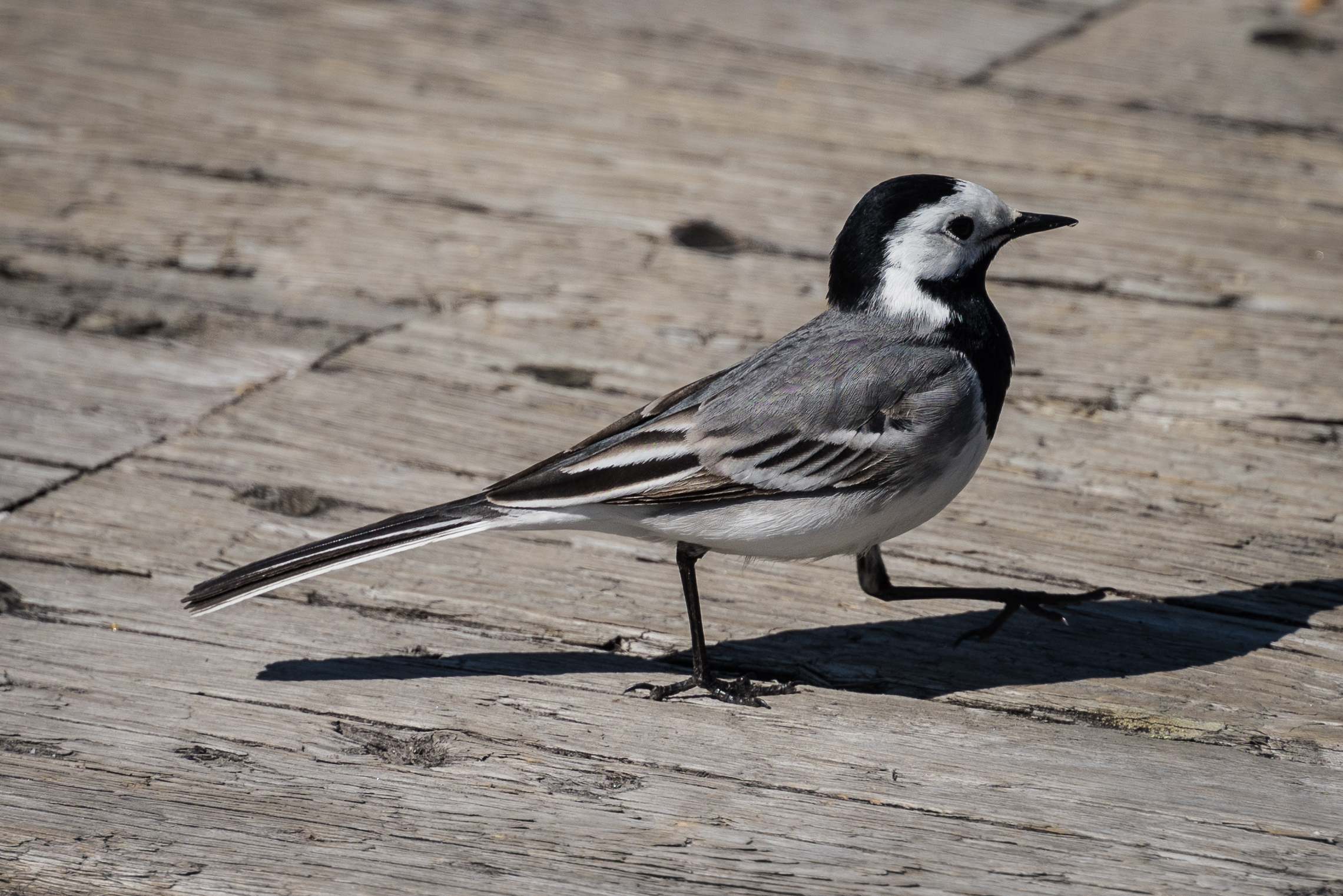
La ballerina bianca (Motacilla alba) si muove tra gli scogli, lungo la spiaggia e tra le barche nella laguna.

### Passeriformi

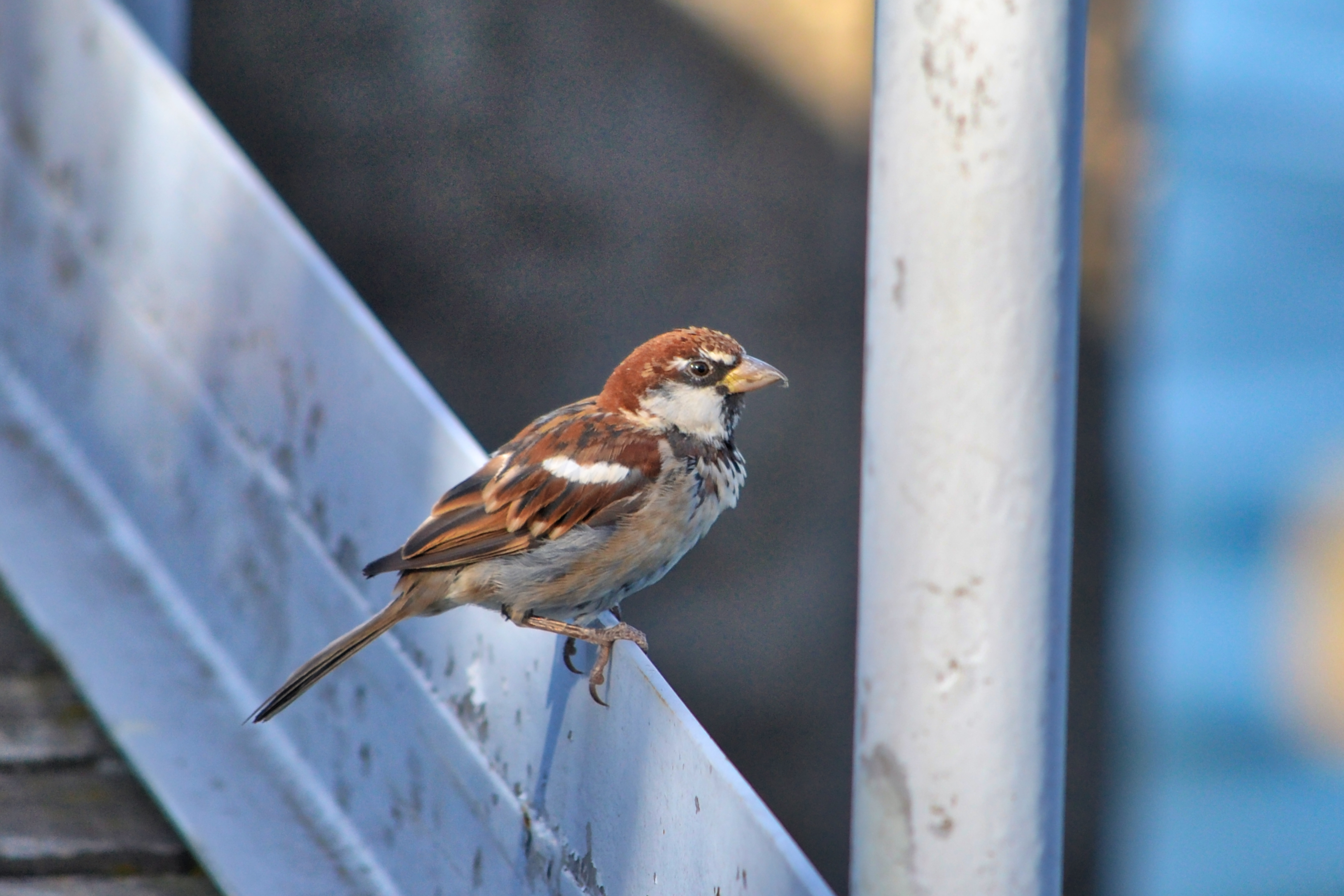
La passera d'Italia (Passer italiae), ormai rara, sopravvive con alcune popolazioni nell'isola di Pellestrina.

Trattandosi di una stretta striscia di terra a contatto con il mare e la laguna, a Pellestrina sono decisamente più rare le specie tipiche dei boschi di "terraferma", come picchi, fringuelli, cince e ghiandaie, ma più abbondanti specie adattate all'ambiente acquatico, come la ballerina bianca. I Passeriformi più comuni lungo Pellestrina sono la gazza, estremamente abbondante dalla spiaggia alla città, e la cornacchia grigia. Nelle case e nei giardini di Pellestrina, inoltre, è ancora abbastanza comune la passera d'Italia, un uccellino una volta diffusissimo nelle città di tutta Italia e oggi quasi sparito, anche dal centro storico di Venezia. Nei giardini sono abbondanti anche il merlo e lo storno, molto comuni anche come nidificanti. In inverno i cespugli e le siepi sono abitati dal pettirosso. In primavera sono estremamente comuni le rondini e i rondoni. Le rondini in particolare, solite volare sulla laguna a pelo d'acqua, nidificano volentieri nei tetti e anche negli "imbarcaderi", con i nidi a spiovere sulla laguna. Talvolta in spiaggia, lungo le dune sabbiose, si alimentano dei semi delle piante piccoli gruppi di cardellini.

### Rapaci
I rapaci più comuni lungo Pellestrina sono il gheppio, stanziale, lo sparviere, diurno e svernante, e l'assiolo, notturno ed estivante. Il gheppio sorvola le dune in spiaggia alla caccia di piccoli roditori, storni e passeri; lo sparviere è legato principalmente ai boschi degli Alberoni e di Ca' Roman, in inverno è di passo a Pellestrina, mentre l'assiolo è difficile da vedere ma rintracciabile per il tipico verso notturno: un chiù ripetuto. Tra le specie stanziali si segnalano anche il gheppio e il falco di palude tra i diurni e la civetta tra i notturni, e occasionalmente specie più rare come il falco pecchiaiolo, il falco pellegrino e il falco pescatore. Nei boschi di Ca' Roman vive il gufo comune e - raramente nelle dune - il gufo di palude.

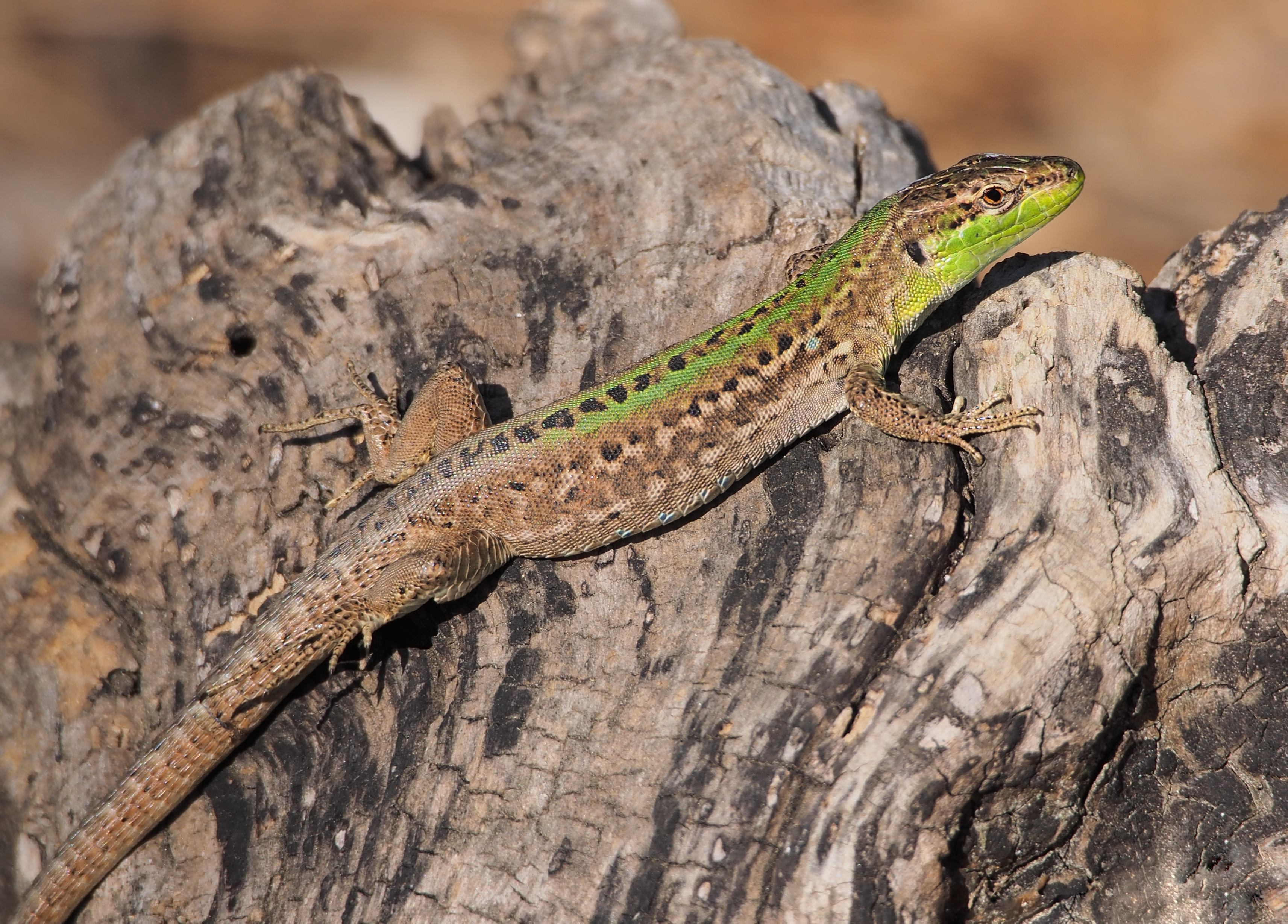
La lucertola campestre (Podarcis siculus), legata a clima secco, si rifugia tra gli arbusti delle dune sabbiose.

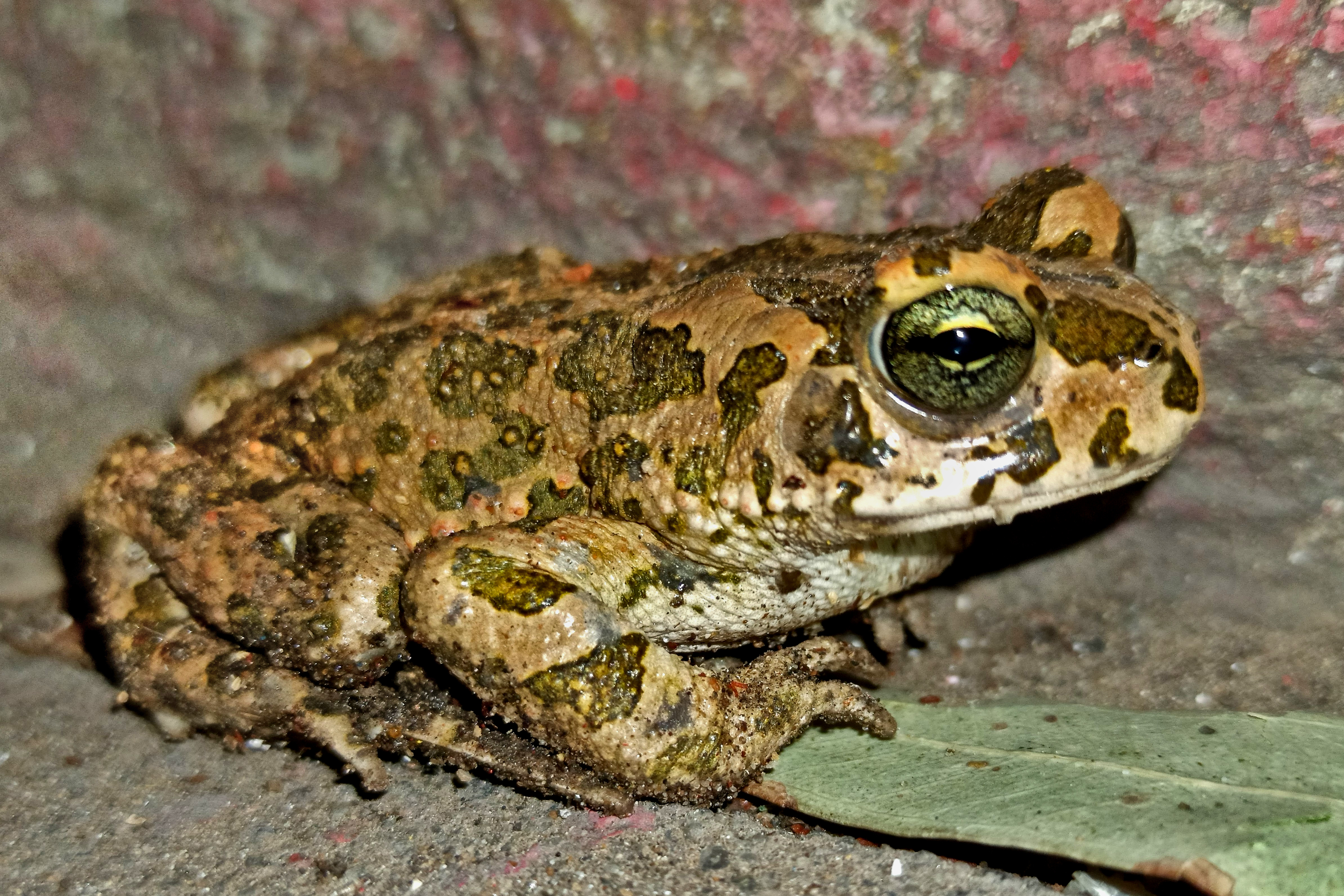
Il rospo smeraldino (Bufotes viridis), notturno, è molto abbondante lungo tutta l'isola di Pellestrina.

### Rettili e anfibi
Molto interessante è la barriera geografica che si è instaurata, nella stretta isola di Pellestrina, tra le due specie di lucertole presenti, la lucertola muraiola e la lucertola campestre. Per evitare di unire le due popolazioni e quindi di mischiare i geni, le due specie si sono separate e adattate a nicchie diverse: la lucertola muraiola predilige gli spazi tra i muri e i giardini delle case, in città e verso la laguna; la lucertola campestre si è adattata ad un clima più secco, e infatti predilige gli spazi tra gli scogli e le dune sabbiose della spiaggia, dove vi trova infiniti ripari a disposizione. Il predatore principale delle lucertole è il biacco carbonaro, chiamato localmente "carbonasso", un grosso serpente nero decisamente più comune nel bosco di Ca' Roman, ma presente anche nei cespugli e nelle siepi lungo l'isola di Pellestrina. Lungo la spiaggia si rinvengono spesso carcasse spiaggiate di tartarughe di mare, della specie caretta, a rischio di estinzione. Tra gli anfibi, l'unica specie che si è adattata - perfettamente - ad un clima secco e litoraneo è il rospo smeraldino, un anfibio notturno molto chiassoso e abbondante.

### Fauna marina
Nelle coste dell'alto Adriatico la fauna marina è comodamente classificabile in base agli ambienti colonizzati dalle specie.
Zona intertidale. Gli scogli delle zone di marea sono abitate da diverse specie: tra i crostacei, prevalentemente balani
Fondali sabbiosi. Le coste di Pellestrina sono ricche di specie adattate ai fondali sabbiosi, come, tra l'ittiofauna, i pesci piatti (tra cui la sogliola, la passera di mare, la suacia e il rombo peloso) e quattro specie di cefali (principalmente il cefalo comune, in laguna, e il cefalo dorato, nei fondali sabbiosi marini). I molluschi adattati ai fondali sabbiosi, in particolare bivalvi, sono molto apprezzati in cucina e ricercati nei ristoranti, quali vongole lupino, telline, cannolicchi, cuori (A. tuberculata, echinata, aculeata), madie bianche, piedi d'asino; i bivalvi possono essere regolarmente predati da alcuni gasteropodi, come le piccole specie del genere Tritia (T. neritea, mutabilis, reticulata, nitida, incrassata...) o i murici: murice troncato, murice spinoso. Nei fondali sabbiosi si avvicinano le giovani seppie uscite dalle uova, per allenare la capacità di mimetismo sul fondale.

## Voci correlate

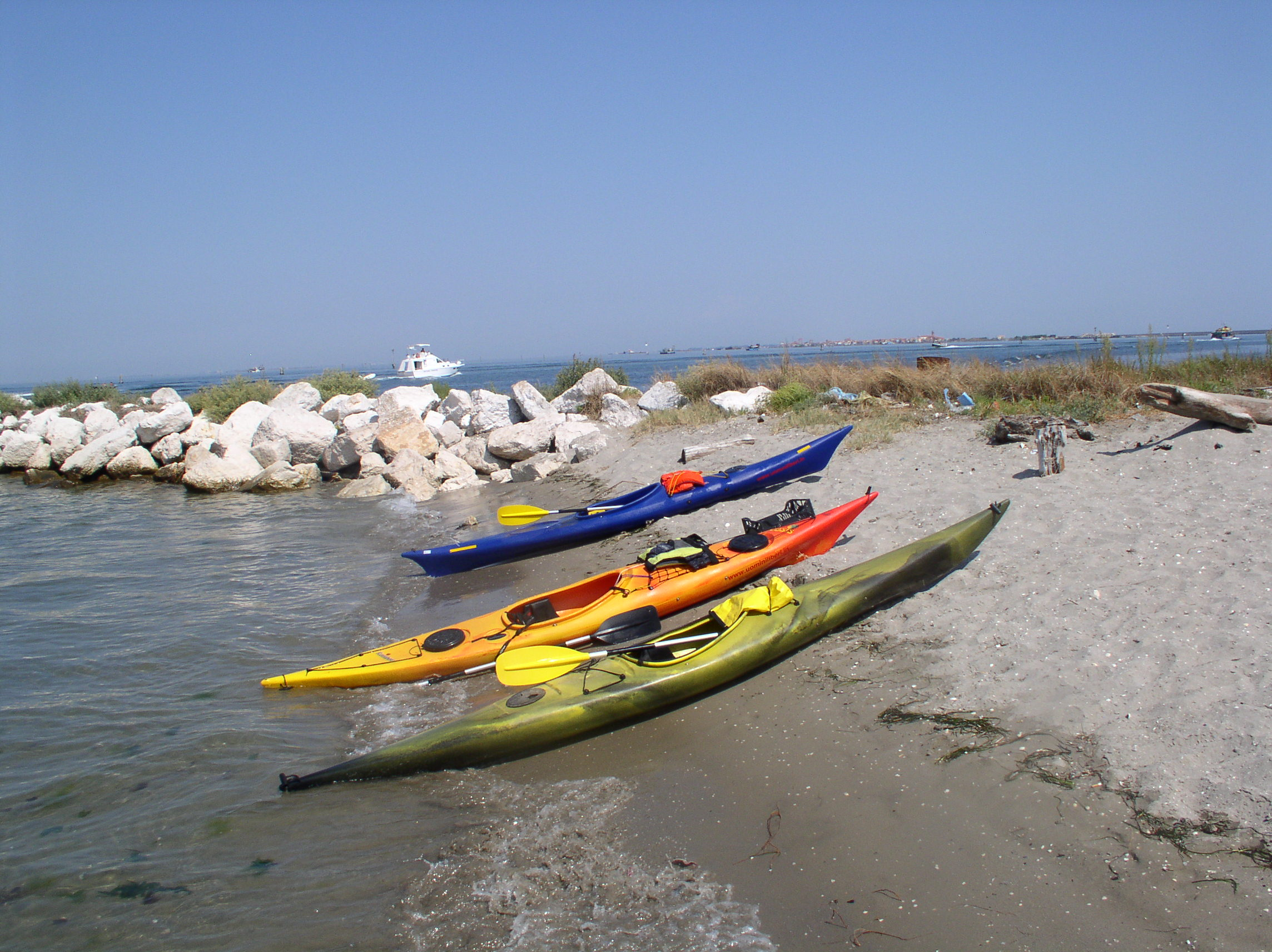
Spiaggia di Pellestrina
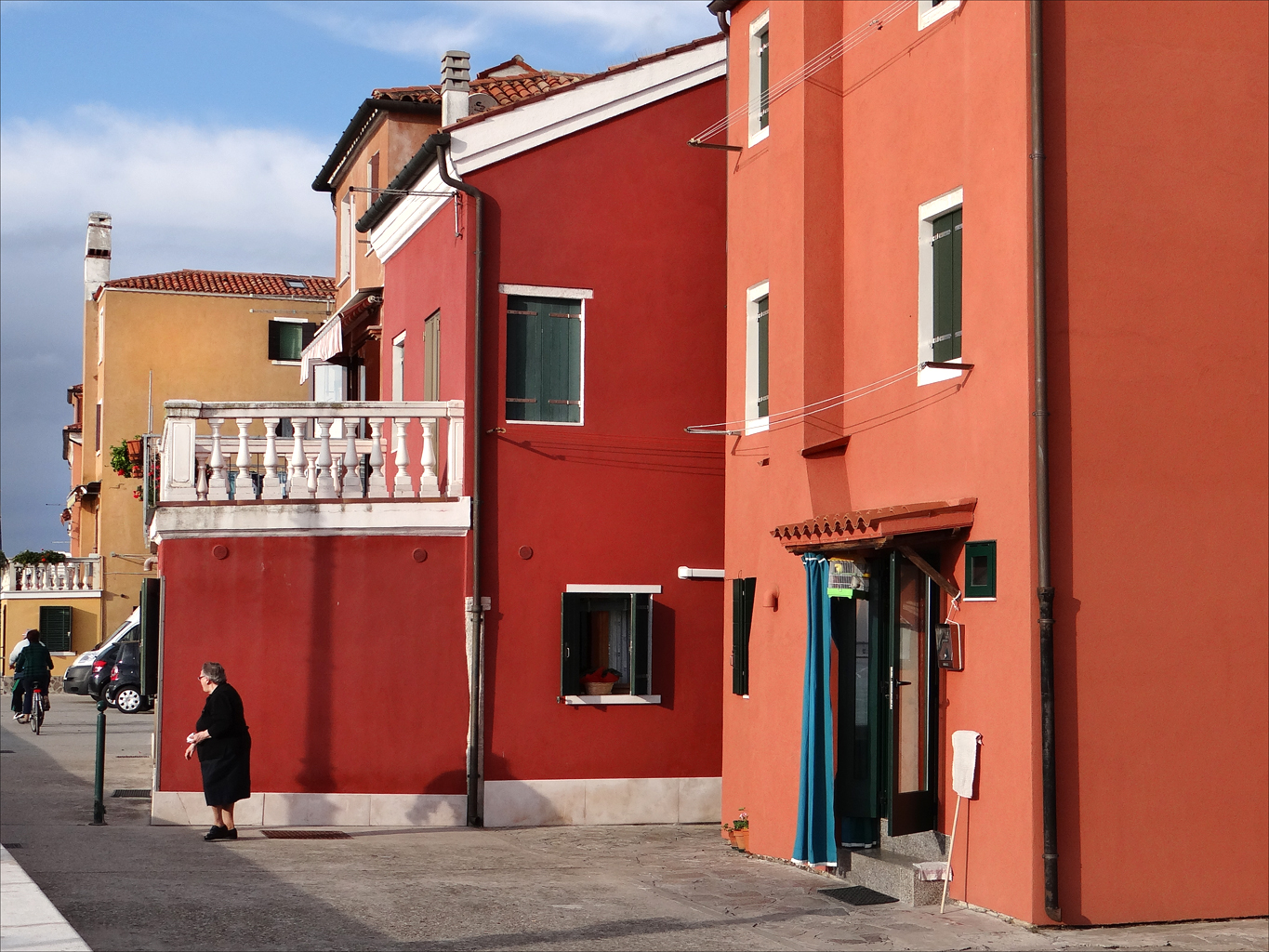
Case di Pellestrina
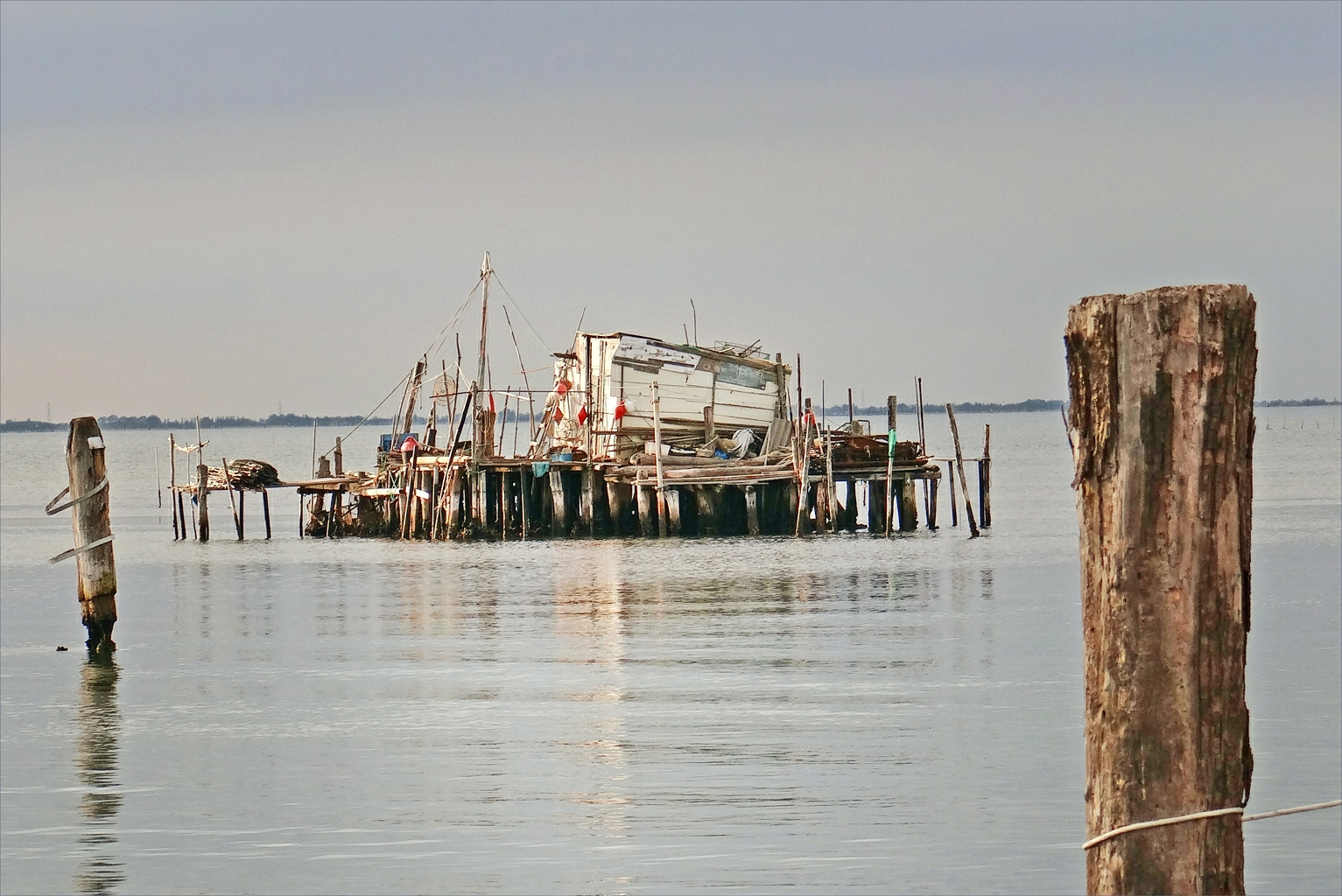
Laguna di Venezia vista da Pellestrina
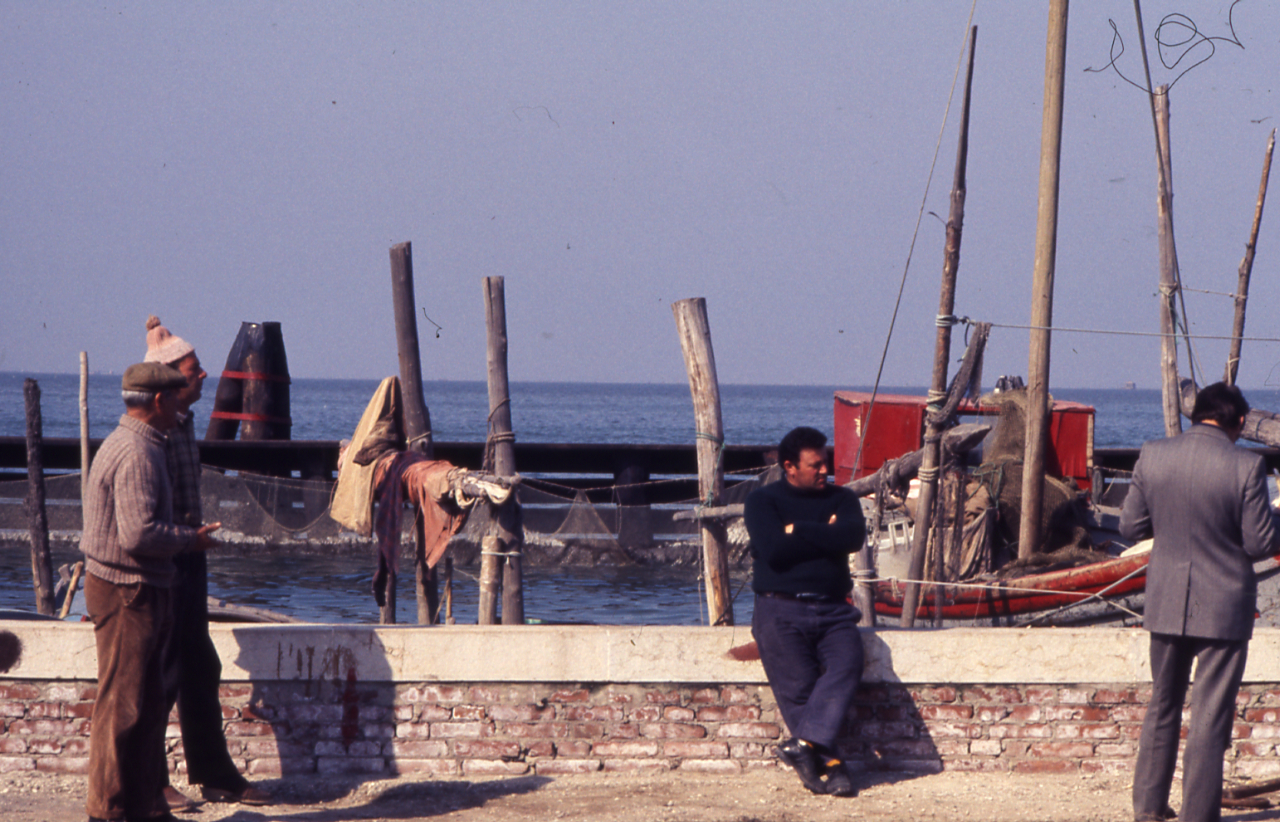
Pescatori a Pellestrina
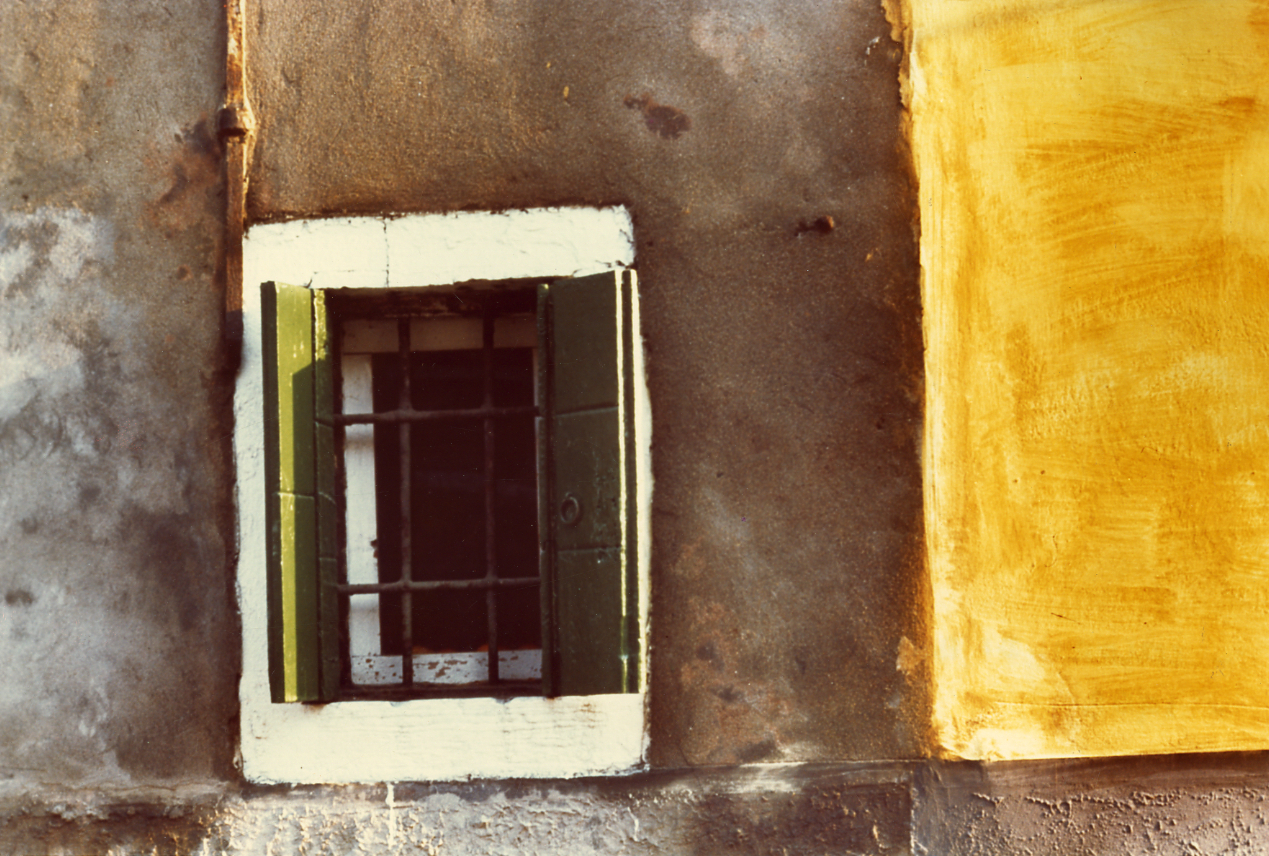
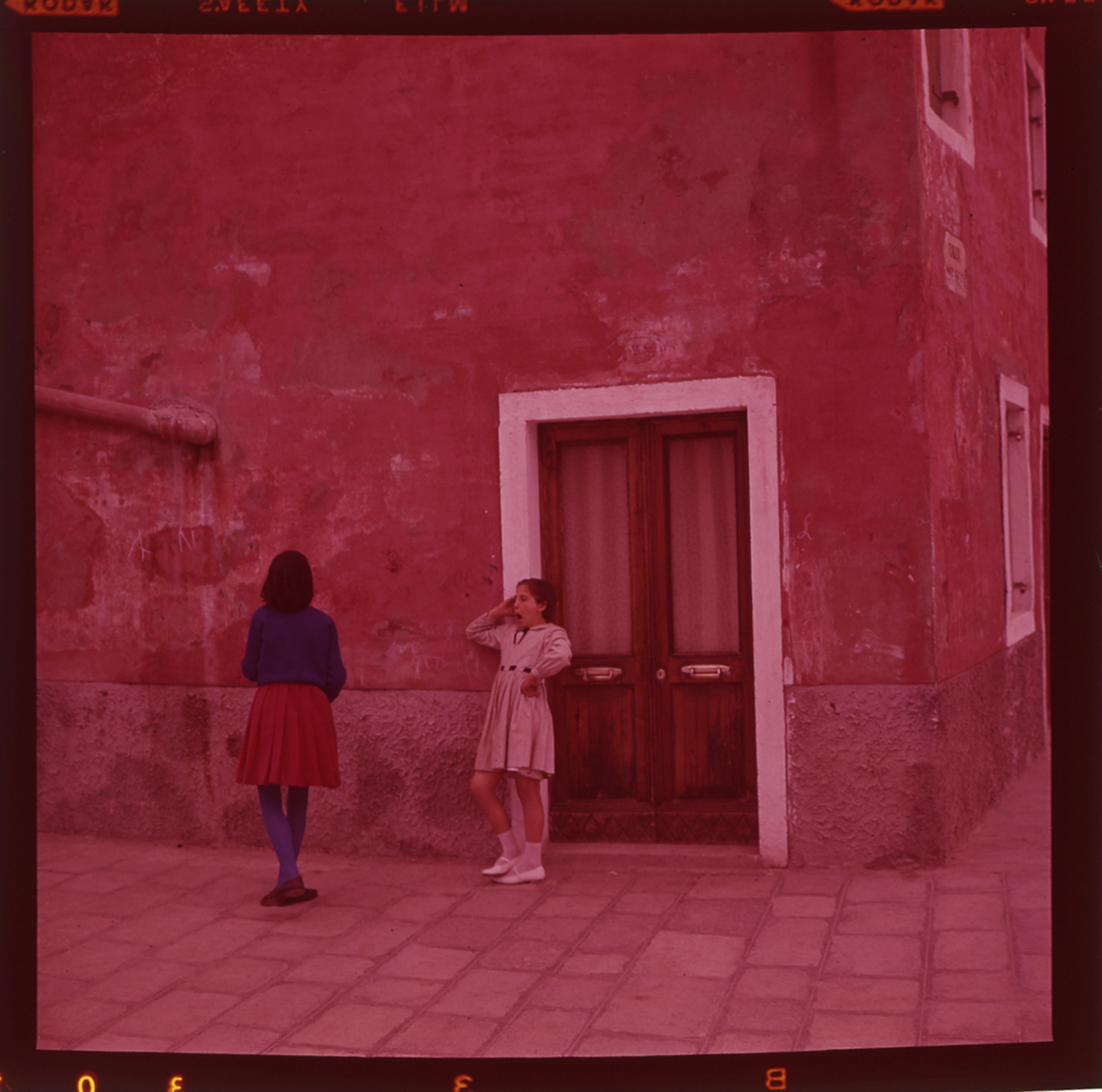
Pellestrina
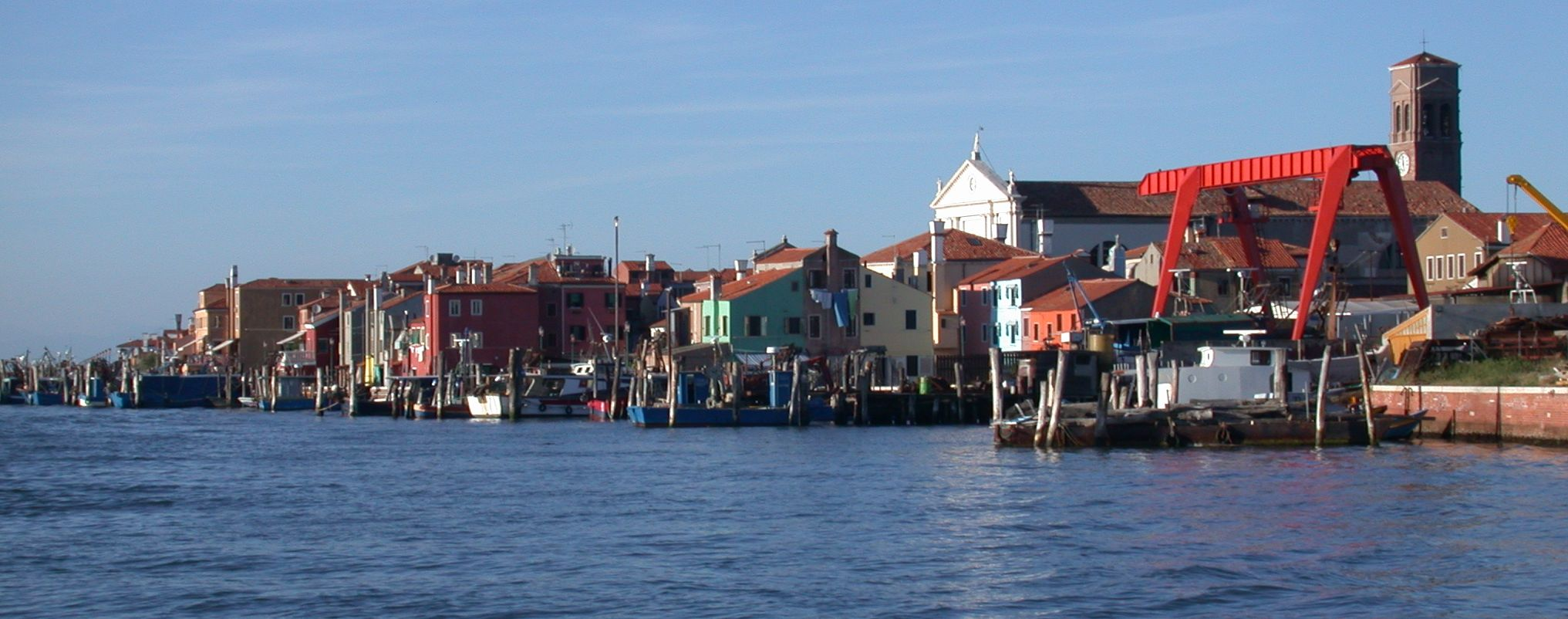
Pellestrina